# Bengt Flygare
Bengt Sune Flygare,  född 15 september 1931 i Lund, är en svensk väg- och vattenbyggnadsingenjör.
Flygare, som är son till godsägare Ola Flygare och Signe Andersson. avlade studentexamen 1952 och utexaminerades från Chalmers tekniska högskola 1958. Han blev tjänsteman på vägförvaltningen i Malmöhus län 1959, biträdande byråingenjör på Helsingborgs stads gatukontor 1960, byråingenjör på Malmö stads gatukontors trafikbyrå 1962 och därefter förste byråingenjör på trafikbyråns avdelning för långtidsplanering. Han var expert i Kungliga Ingenjörsvetenskapsakademiens parkeringsutredning.